# Lucius Fox
Lucius Fox er en fiktiv karakter i den tegneserier udgivet af DC Comics, som normal associeres med superhelten Batman. Han er en biperson og fungerer som Bruce Waynes forretningsrådgiver hos Wayne Enterprises, der driver hans erhvervsinteresser og forsyner Batman med udstyr efter behov samt hans finansielle opgaver.
Karakteren har medvirket i flere udgaver af Batman i både film og tv-serier. Karakteren blev spillet af Morgan Freeman i Christopher Nolans Batman: The Dark Knight Trilogy, og han er blevet spillet af Chris Chalk som en yngre version af karakteren i tv-serien  Gotham.